# كونكورد (مترو باريس)
كونكورد (بالفرنسية: Concorde)‏ هي محطة مترو تابعة لمترو باريس تقع في فرنسا في الدائرة الأولى في باريس.[بحاجة لمصدر]

## معرض صور

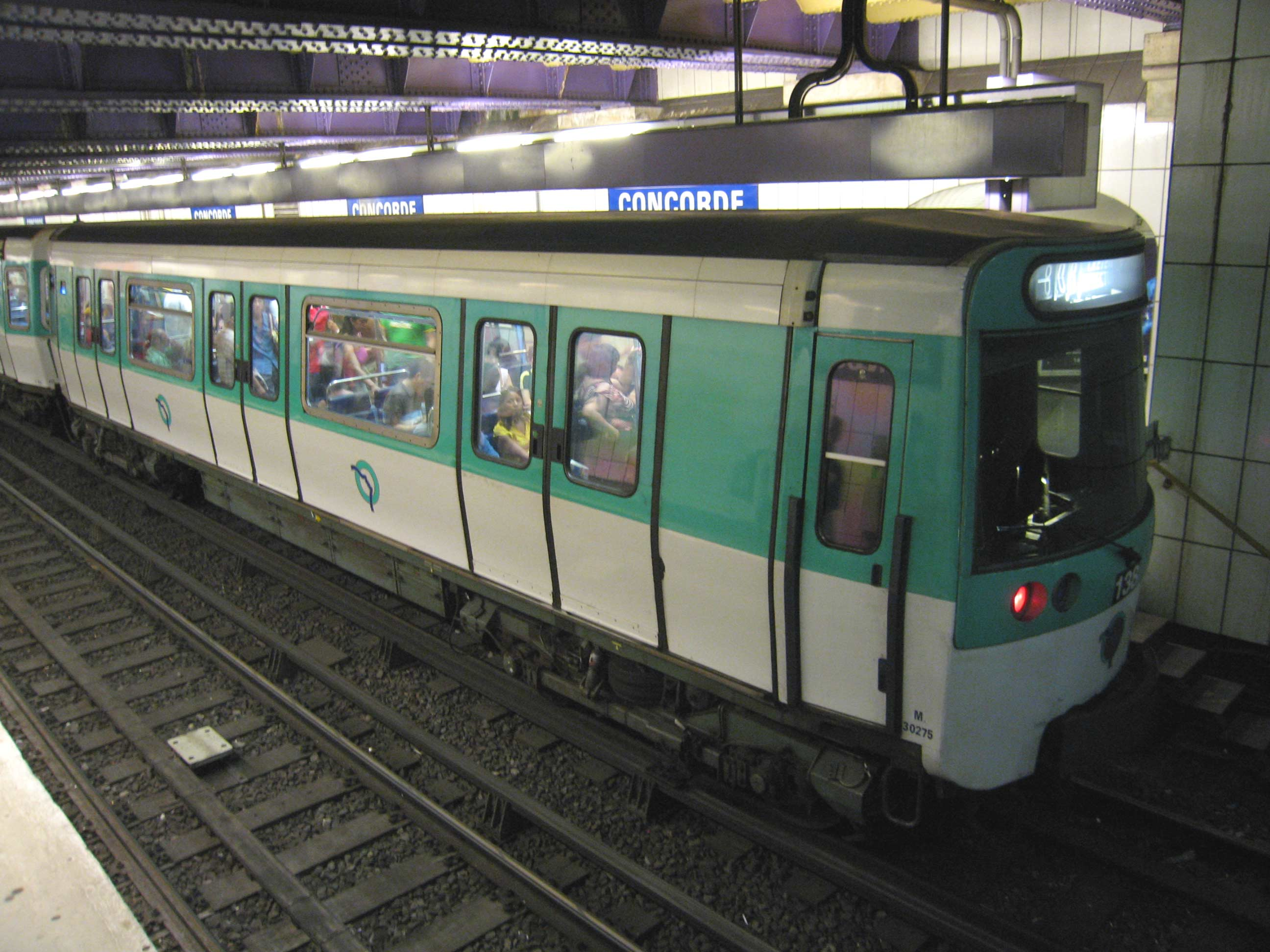
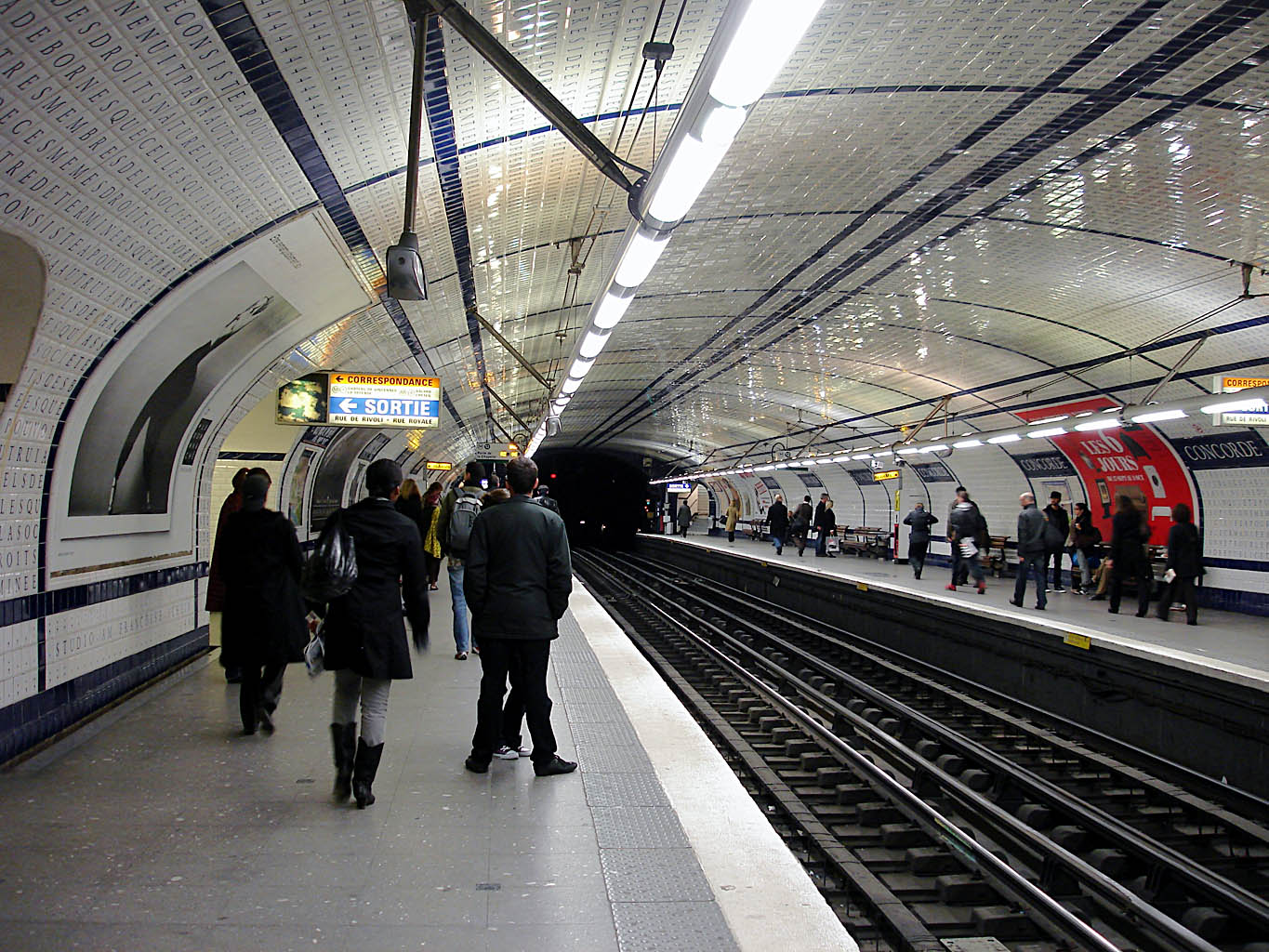
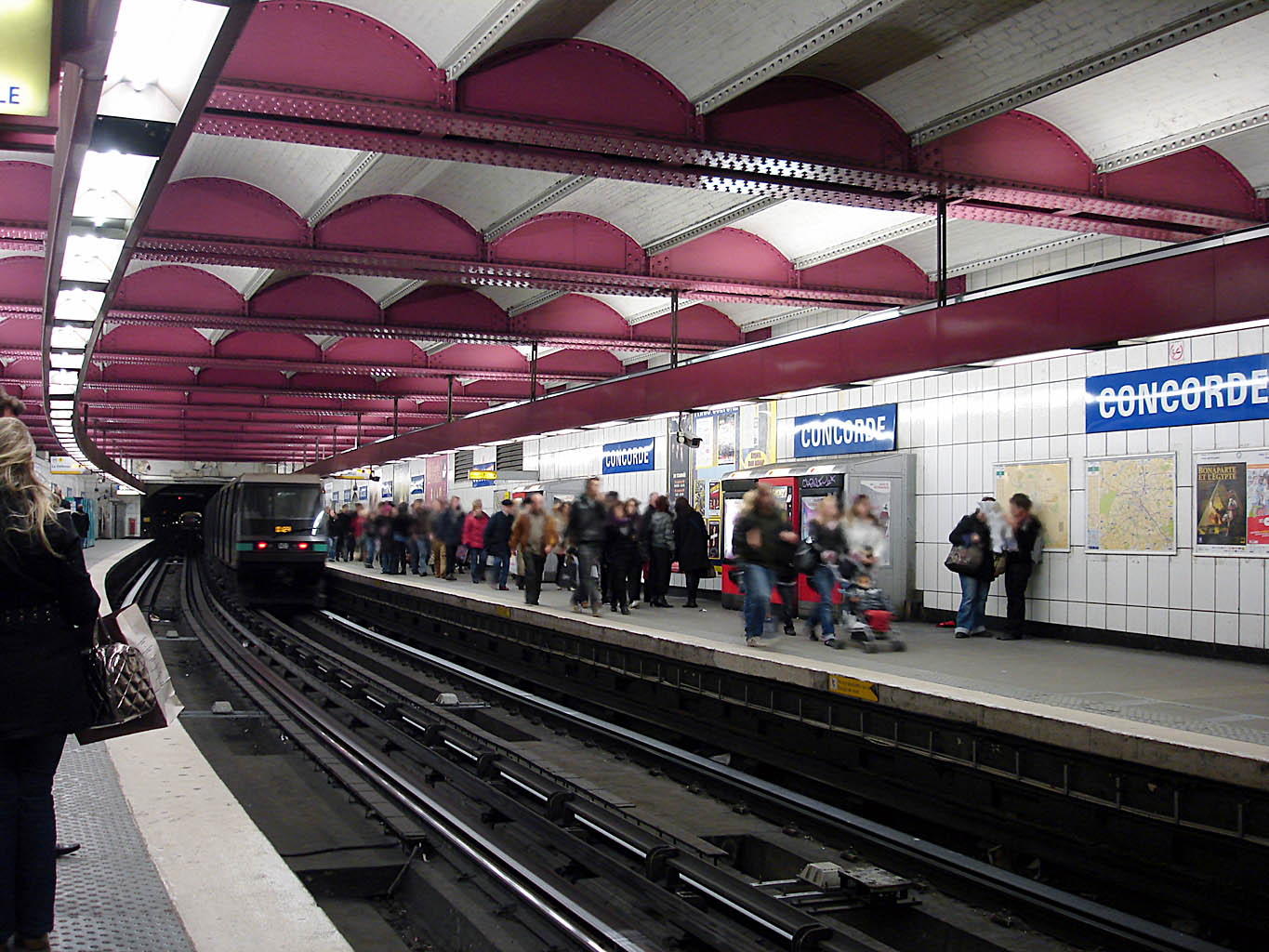
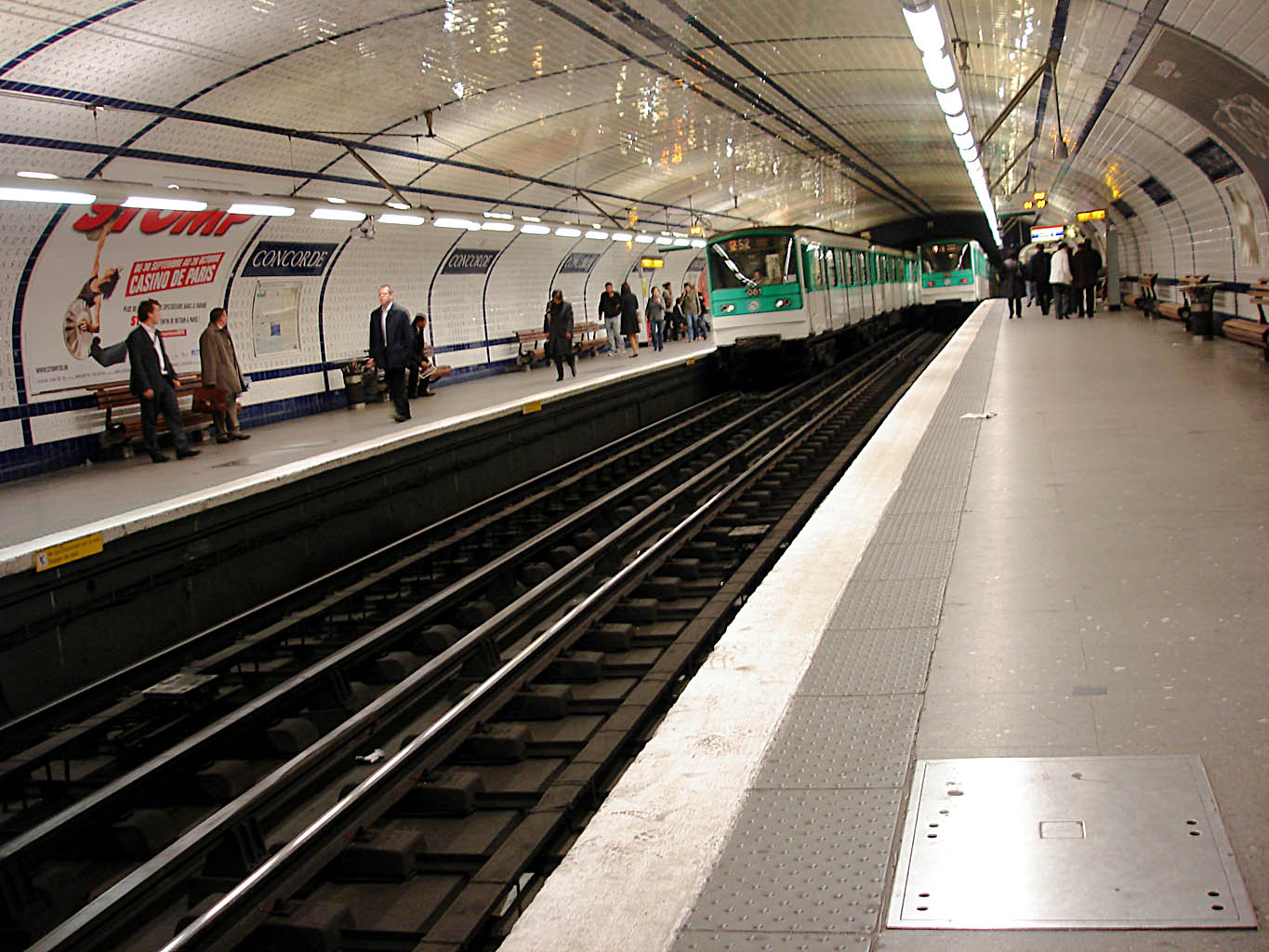